# Шахтыш

Шахтыш — река в России, протекает в Тотемском районе Вологодской области. Устье реки находится в 312 км по правому берегу реки Сухона. Длина реки составляет 17 км.
Исток находится в болотах в 32 км к юго-западу от Тотьмы. Шахтыш течёт на запад через заболоченные леса, населённых пунктов на реке нет, за исключением покинутой деревни Липки. Впадает в Сухону напротив деревни Павловская.

## Данные водного реестра
По данным государственного водного реестра России относится к Двинско-Печорскому бассейновому округу, водохозяйственный участок реки — Северная Двина от начала реки до впадения реки Вычегда, без рек Юг и Сухона (от истока до Кубенского гидроузла), речной подбассейн реки — Сухона. Речной бассейн реки — Северная Двина.
По данным геоинформационной системы водохозяйственного районирования территории РФ, подготовленной Федеральным агентством водных ресурсов:
- Код водного объекта в государственном водном реестре — 03020100312103000007902
- Код по гидрологической изученности (ГИ) — 103000790
- Код бассейна — 03.02.01.003
- Номер тома по ГИ — 03
- Выпуск по ГИ — 0